# Linia kolejowa Udine – Trieste
Linia kolejowa Udine-Triest – włoska państwowa linia kolejowa, która łączy Udine z Triestem Triestu do Udine w Friuli-Wenecji Julijskiej.
Linia jest dwutorowa i jest w pełni zelektryfikowana napięciem 3000 V prądu stałego. Jedyną stacją węzłową na linii jest stacja Monfalcone, gdzie łączy się linia Wenecja-Triest.
Linia jest zarządzna przez RFI SpA, a ruch pasażerski zarówno regionalny i dalekobieżny jest obsługiwany przez Trenitalia. Linia jest wykorzystywana przez pociągi towarowe różnych firm kolejowych.